# Ach, ty vraždy!
Ach, ty vraždy! je cyklus detektivních příběhů České televize scenáristy a režiséra Zdeňka Zelenky z roku 2010. Hlavní hrdinkou je soudkyně v penzi Květa Kalendová (Jiřina Bohdalová), která má vnuka Kamila, jenž je zaměstnán u policie a smůla se mu stále lepí na paty. Babička se mu co nejrozmanitějšími způsoby snaží pomoci. Kalendová též hraje v ochotnickém spolku pod vedením doktora Jindřicha Foldyny. Z tohoto spolku si vypůjčuje kostýmy a pomocí nich proniká mezi bezdomovce, do gymnázia, kde byl zavražděn student, mezi hubnoucí dámy, do rodiny zavražděného podnikatele jako uklízečka, nebo na poštu apod. Ojedinělostí tohoto cyklu je, že každý příběh je vyprávěn ve zcela jiném žánru – psychologická detektivka, komedie, thriller, situační komedie apod.

## Obsazení
| Jiřina Bohdalová       | Květa Kalendová a Stanislava Durychová |
| Petr Kostka            | doktor Jindřich Foldyna                |
| Václav Jílek           | poručík Kamil Kalenda                  |
| František Němec        | plukovník Zdeněk Drtina                |
| Filip Blažek           | nadporučík Emil Materna                |
| Jiří Plachý            | hodinář Švehlík                        |
| Josef Dvořák           | bezdomovec Oldřich Vondrejs            |
| Jiří Schmitzer         | bezdomovec Antonín Pilovaný            |
| Jan Hrušínský          | doktor Aleš Truxa                      |
| Viktor Preiss          | profesor Ludvík Sodomka                |
| Martin Kraus           | student Filip Forejt                   |
| Jiří Štěpnička         | major Pavel Dymák                      |
| Libuše Švormová        | Filoména Spurná                        |
| Markéta Frösslová      | Kristýna Nitková                       |
| Jan Čenský             | doktor René Nitka                      |
| Jaroslava Obermaierová | vražedkyně Amálie Šenkýřová            |
| Martin Dejdar          | lobbista Jan Mansdorf                  |
| Jan Dolanský           | tajemník Viktor Čumpelík               |
| Simona Postlerová      | Ingrid Mansdorfová                     |
| Martin Preiss          | Mansdorfův kamarád Walter              |
| Zdeněk Hruška          | Mansdorfův kamarád Richard             |
| Miroslav Etzler        | správce hřbitova Bittner               |
| Zdeněk Maryška         | Eduard Křepinský                       |
| Pavel Rímský           | Bořivoj Tomčala                        |
| Jan Hofman             | Patrik Sahula                          |
| Jiří Dvořák            | Herold Sahula                          |
| Otakar Brousek mladší  | správce statku Strachota               |

## Seznam dílů
| Č. v seriálu | Název                         | Režie          | Scénář         | Premiéra v ČR      |
| ------------ | ----------------------------- | -------------- | -------------- | ------------------ |
| 1            | Zabijáci doktorky Kalendové   | Zdeněk Zelenka | Zdeněk Zelenka | 14. října 2010     |
| 2            | Hřích profesora Sodomky       | Zdeněk Zelenka | Zdeněk Zelenka | 31. října 2010     |
| 3            | Tajná mise docentky Rybkové   | Zdeněk Zelenka | Zdeněk Zelenka | 7. listopadu 2010  |
| 4            | Smrt lobbisty Mansdorfa       | Zdeněk Zelenka | Zdeněk Zelenka | 14. listopadu 2010 |
| 5            | Vražda poštovní doručovatelky | Zdeněk Zelenka | Zdeněk Zelenka | 21. listopadu 2010 |
| 6            | Archiv Felixe Burgeta         | Zdeněk Zelenka | Zdeněk Zelenka | 11. listopadu 2012 |
| 7            | Proces doktorky Kalendové     | Zdeněk Zelenka | Zdeněk Zelenka | 18. listopadu 2012 |

## Další tvůrci
- Architekt: Petr Zeman
- Kostýmy: Alena Schäferová